# Ante Savin Manistra
Ante Savin Manistra (Kaštel Lukšić, 21. prosinca 1917.) bio je hrvatski antifašistički borac, revolucionar, komunist i narodni heroj Jugoslavije.

## Životopis
Rođen u seljačkoj i siromašnoj obitelji 1917. godine. Već u ranoj mladosti morao je pridonositi u obitelji radeći i najteže fizičke poslove nadničara i u tvornici cementa u Solinu. U ranoj mladosti se priključuje radničkom pokretu, sudjeluje aktivno u akcijama koje organizira komunistička partija (KPJ). U Savez komunističke omladine Jugoslavije (SKOJ) ulazi 1936. godine, a 1938. godine postaje članom KPJ. Aktivno sudjeluje u demonstracijama i štrajkovima te prikuplja pomoć za borbu španjolskog naroda, da bi zbog toga bio priveden više puta.
Nakon okupacije zemlje 1941. godine radi na pripremama za oružanu borbu. Djeluje na način da sakuplja ratni materijal, oružje za borbu. Članom Vojne komisije za Kaštela postaje u travnju 1941. godine da bi pristupio kaštelanski Prvi odred u kolovozu 1941. godine. Sudjeluje u mnogim sabotažama i njenim pripremama. Hapse ga Talijani 6. studenog dok je bio na partizanskom zadatku u Solinu. Dolaskom u zatvor simulira bolesno stanje da bi ga transportirali u bolnicu, a u tome je uspio te im bježi, nakon čega postaje ilegalac skrivajući se po Kaštelanskoj okolici. U Svilajski partizanski odred prelazi u veljači 1942. godine, da bi se vratio u Kaštela po osnivanju Leteće čete. Dobiva dužnost, nabave oružja, novačenje novaka, rušenje komunikacija, likvidiranje stranih agenata i špijuna. Ključan je bio kao veza i između okolnih mjesta do 50 kilometara. Bijes Talijana je bio toliki da su raspisali tjeralicu i odsustvu osudili na doživotnu robiju.
U kaštelanskom polju za vrijeme transporta novaka u partizanske jedinice biva uhapšen u zasjedi Crnih košulja, Toscana-bataljuna. U toj zasjedi biva pogođen rafalnom paljbom i pogiba 18. srpnja 1942. godine.
Talijani uzimaju tijelo i izlažu ga u centru Kaštela, a onda ga voze po kaštelanskim ulicama uzvikujući: »Morto Savin! Guerra e finita!«. Zbog junaštva i zasluga proglašen je narodnim herojem Jugoslavije 24. srpnja 1953. godine.